# Дерюгино (Дмитриевский район)
Дерю́гино — село в Дмитриевском районе Курской области России. Административный центр Дерюгинского сельсовета.

## География

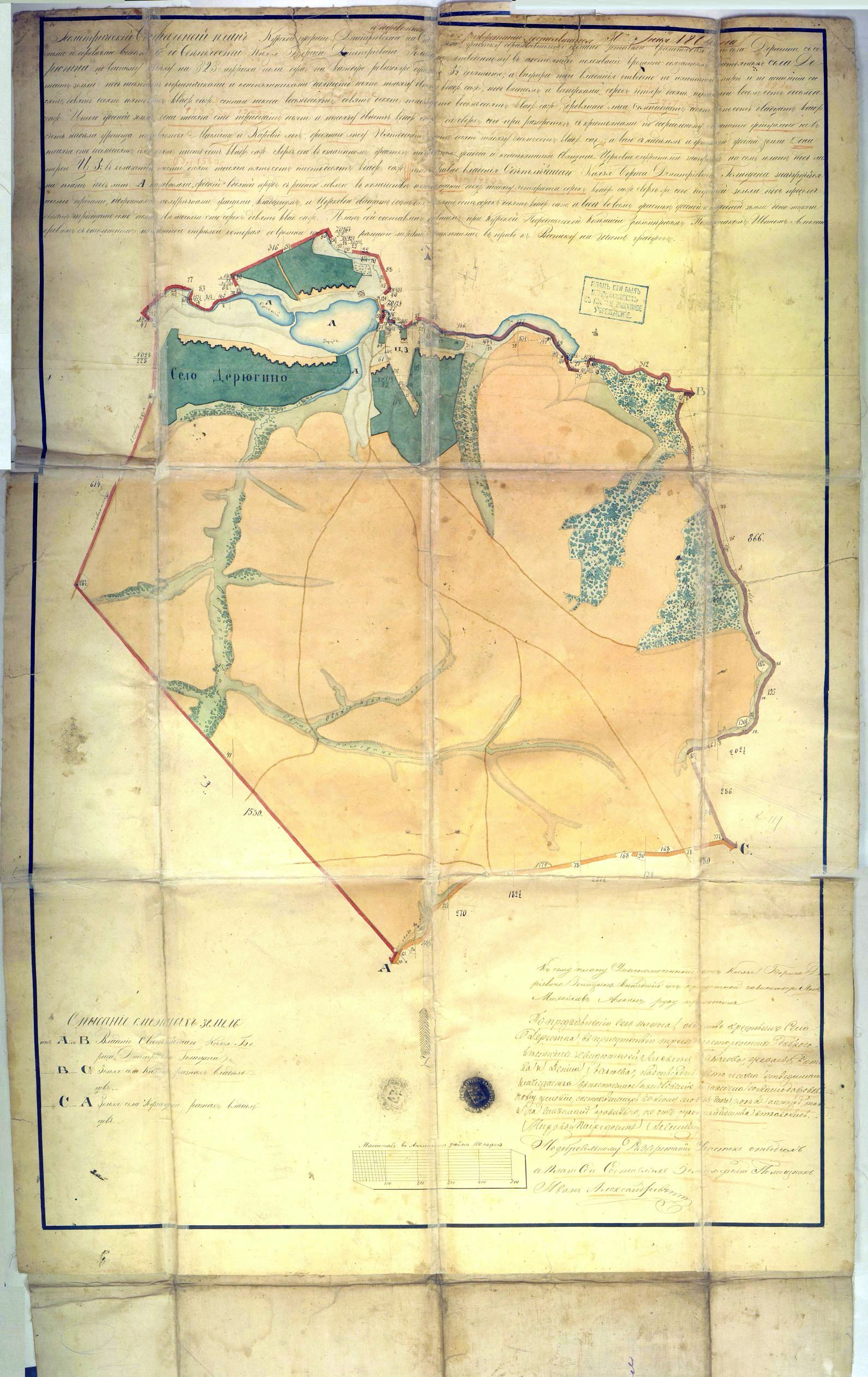
План дачи села Дерюгино. Начало XX века

Село находится в северо-западной части Курской области, в лесостепной зоне, в пределах Среднерусской возвышенности, на берегах реки Осмонька, на расстоянии примерно 9 км (по прямой) к северу от города Дмитриев, административного центра района. Абсолютная высота — 175 м над уровнем моря.
Климат
Климат характеризуется как умеренно континентальный. Среднегодовая температура — 5,1 °C. Абсолютный минимум температуры воздуха самого холодного месяца (января) составляет −37 °C; абсолютный максимум самого тёплого месяца (июля) — 40 °C. Безморозный период длится около 144 дней в году. Среднегодовое количество атмосферных осадков составляет 572 мм. Снежный покров держится в среднем 106—121 дней в году.
Часовой пояс
Село Дерюгино, как и вся Курская область, находится в часовой зоне МСК (московское время). Смещение применяемого времени относительно UTC составляет +3:00.

## Население
| 2002 | 2010 |
| ---- | ---- |
| 778  | ↘573 |

Половой состав
По данным Всероссийской переписи населения 2010 года, в половой структуре населения мужчины составляли 44 %, женщины — соответственно 56 %.
Национальный состав
Согласно результатам переписи 2002 года, в национальной структуре населения русские составляли 98 % из 778 чел.

## Известные уроженцы
- Гришин, Виктор Константинович (1928—2003) — советский учёный, конструктор систем управления вооружением, Герой Социалистического Труда.
- Пахомов, Ярослав Дмитриевич (1926—2003) — советский и российский учёный. Доктор технических наук.